# Савич-парк
«Савич-парк» — гірськолижний комплекс у м. Тернопіль. Розташований на вулиці Генерала Тарнавського. Площа — 3 га. Ділянка є комунальною власністю міста. Тут також проводять заняття вихованці ДЮСШ «Екстрім». Гірськолижний сезон триває, в залежності від погодних умов, від грудня до березня.

## Історія
У 1985 році виконком Тернопільської міської ради виділив новоствореному гірськолижному клубові земельну ділянку розміром 1 га на вулиці Тарнавського під будівництво гірськолижної траси.
У листопаді того ж року на кошти облради профспілок обладнано першу чергу гірськолижної траси з освітленням та 185-метровим підйомником.
У 1994 році на базі гірськолижного клубу створено ТОВ «Дитячо-юнацька спортивна школа «Скіф», а 1997 її перетворено на госпрозрахункову гірськолижну дитячу спортивну школу.
18 лютого 2010  школу перейменували в дитячо-юнацьку спортивну школу «Екстрім» (ДЮСШ «Екстрім»).

## Пошук інвестора
Починаючи з 2010 року, міська рада кілька разів оголошувала конкурс із пошуку інвестора для модернізації та обслуговування гірськолижної траси. Двічі претенденти, попередньо взявши участь у проекті, відмовлялися від нього, так і не розпочавши робіт. Зрештою, у листопаді 2013 року виконавчий комітет Тернопільської міськради оголосив чергового переможця, який відразу ж приступив до виконання зобов'язань. Ним став підприємець Віталій Кирилов, який мав досвід роботи в гірськолижному курорті «Буковель».

## Назва комплексу

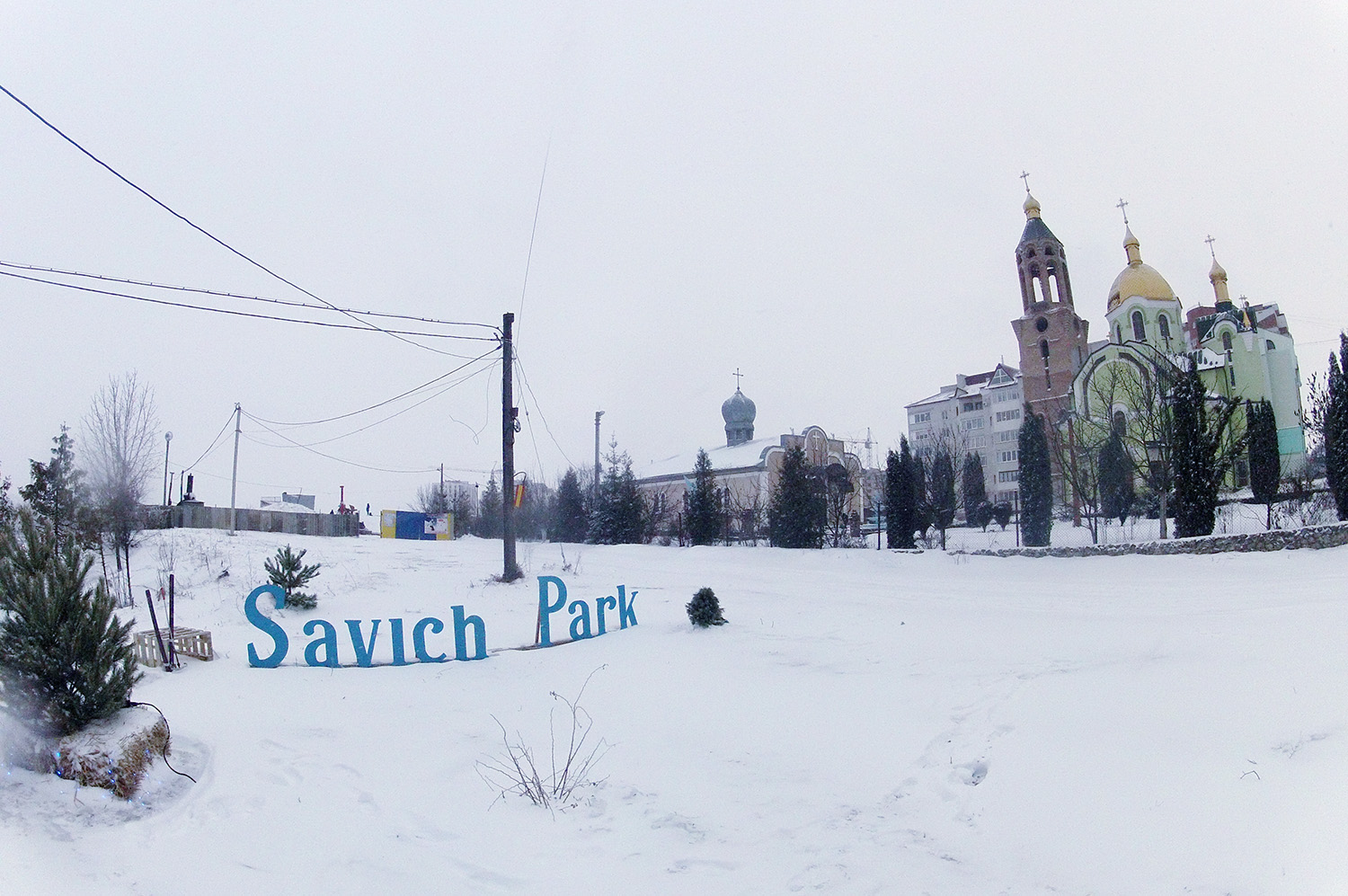
Вхід у «Савич-парк»

Назву гірськолижному комплексу надав інвестор Віталій Кирилов. Слово «Савич» — це по-батькові директора ДЮСШ «Екстрім» Володимира Ліщука, завдяки якому у 1985 році в Тернополі започаткувався гірськолижний клуб.

## Інфраструктура комплексу
Протягом наступних років інвестор за власні кошти придбав і встановив новий бугельний підйомник, дві гармати для штучного засніження схилів і ратрак для розгортання і фрезерування штучного снігу. Також підведено силовий електричний кабель, водопостачання, встановлено цистерни для охолодження води.
На горі працює пункт прокату лиж, сноубордів, санок і сноутюбів.
На схилі є окремі траси для лижників та сноубордистів, а також для санок і сноутюбів.

## Трамплін для фрістайлу
В кінці 2021 р. тут почали будувати трамплін для фрістайлу. Фрістайл – це лижна дисципліна, в якій потрібно не просто швидко проїхати, а й виконати класні трюки такі, як Big-Air. Останнє перекладається з англійської як “багато повітря”. Відповідно стрибаючи в цій дисципліні сноубордист зможе розігнатися, стрибнути з великого трампліна, показати в польоті ряд трюків і приземлитися. Довжина польоту може бути від 5 до 30 метрів.
Вадим Коровицький, представник федерації гірськолижного спорту України повідомив, що трамплін для лижного фрістайлу задумувався в Тернополі вже давно, ще з 2018 року. Він буде універсальний для зимового та літнього спорту. Трамплін буде відповідати всім сучасним міжнародним лижним вимогам. Завдяки цьому трампліну, тернополяни та гості міста зможуть проводити змагання в дисципліні Big-Air. В Україні таких майданчиків немає, а найближчий знаходиться в Австрії. Завдяки появі трампліну, лижний, та й загалом зимовий, спорт в області та місті отримає значний розвиток. Так, начальник управління розвитку спорту та фізичної культури Тернопільської міської ради Микола Круть, розповів, що такий трамплін для змагань навіть континентального рівня. Тетяна Романишина – директорка спеціалізованої школи ДЮСШ олімпійського резерву «Екстрим» також сказала, що трамплін – це велика надія тернопільських спортсменів. Адже види спорту дуже сезонні. Цей об’єкт дозволить цілий рік їздити дітям. Тим більше, тут буде штучне покриття по якому можна з’їжджати і подушка для цього.